# Sint-Amanduskerk (Uitkerke)

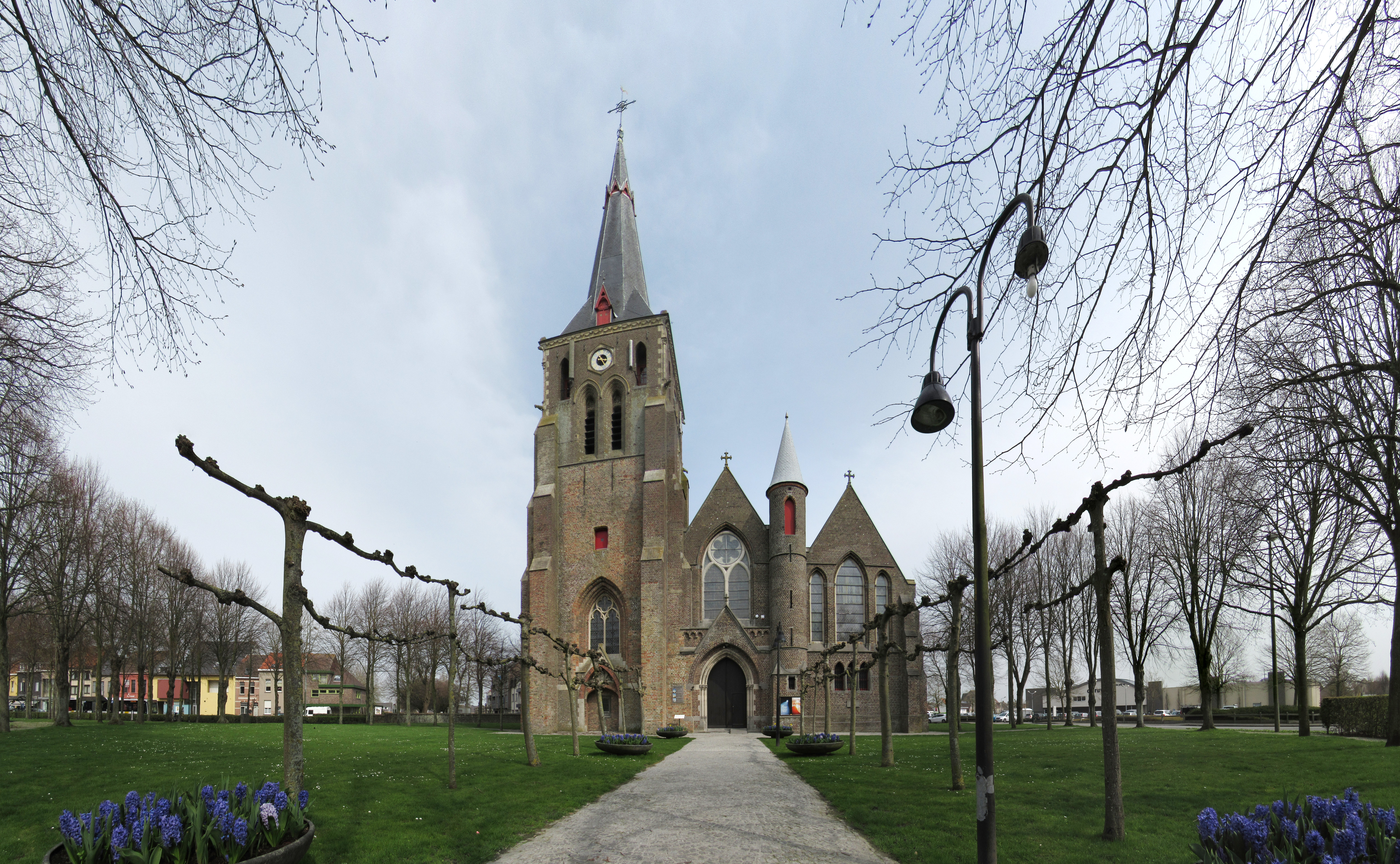
Sint-Amanduskerk

De Sint-Amanduskerk is de parochiekerk van de tot de West-Vlaamse gemeente Blankenberge behorende plaats Uitkerke, gelegen aan Ruiterstraat 1.

## Geschiedenis
In 1089 werd een kerk gebouwd op een terp. Ook voor die tijd zou er al een parochie geweest kunnen zijn, want mogelijk in 961 zou er sprake kunnen zijn van de parochie Utkerca en zelfs wordt beweerd dat Sint-Eligius hier in 650 al een bedehuis heeft opgericht. In 1572 werd de kerk waarschijnlijk verwoest door de Watergeuzen, en een kerkrekening van 1578-1579 vermeldt dat de kerk door brand moet zijn verwoest. In 1579 werd de kerk hersteld en ook in 1643-1645 werden herstellingswerken uitgevoerd.
In 1866 werd de kerktoren hersteld, en van 1889-1892 werd de kerk ingrijpend verbouwd en uitgebreid door om de oude kerk een nieuwe kerk te bouwen in neogotische stijl. De noordbeuk werd afgebroken, en het oude schip werd omgevormd tot Onze-Lieve-Vrouwebeuk. De zuidbeuk werd verhoogd en omgevormd tot schip, waartoe een koor werd aangebouwd. Ook werd een nieuwe zuidbeuk gebouwd, gewijd aan Sint-Amandus. Van de gotische kerk bleef enig metselwerk zichtbaar.
Aldus ontstond een driebeukige hallenkerk met aan de noordwestzijde een zware toren aangebouwd op vierkante plattegrond, voorzien van steunberen en met achtkante spits.
Het omringende kerkhof raakte vanaf 1952 in onbruik door de aanleg van een nieuwe begraafplaats. In 1980 werd het opgeheven. Slechts een deel van de muur bleef bestaan.